# Ямгорт
Ямго́рт (рос. Ямгорт) — присілок у складі Шуришкарського району Ямало-Ненецького автономного округу Тюменської області, Росія. Входить до складу Овгортського сільського поселення.
Населення — 232 особи (2010, 246 у 2002).
Національний склад станом на 2002 рік: ханти — 86 %.